# Tour de Langkawi
El Tour de Langkawi és una competició ciclista per etapes que es disputa a Malàisia al començament de la temporada ciclista. Fins al 2019 formà part de l'UCI Asia Tour. Des del 2020 la cursa forma part de l'UCI ProSeries.
La primera edició es disputà el 1996, sent guanyada per l'australià Damian McDonald. Paolo Lanfranchi i José Serpa són els únics ciclistes que han guanyat la cursa en dues ocasions.
L'edició del 2023 fou retirada del calendari de l'UCI després que aquesta hagués rebut diverses queixes d'equips que encara havien de cobrar diners del 2022. Després de negociar amb la Federació Nacional de Ciclisme de Malàisia, l'agost de 2023, la cursa fou restablerta al seu calendari.

## Palmarès
| Any  | Vencedor                      | Segon                        | Tercer                        |         |
| ---- | ----------------------------- | ---------------------------- | ----------------------------- | ------- |
| 1996 | Damian McDonald               | Chris Newton                 | Brett Dennis                  |         |
| 1997 | Luca Scinto                   | Jens Voigt                   | Alberto Elli                  |         |
| 1998 | Gabriele Missaglia            | Giuliano Figueras            | Niklas Axelsson               |         |
| 1999 | Paolo Lanfranchi              | Serguei Ivanov               | Allan Iacuone                 |         |
| 2000 | Christopher Horner            | Julio Alberto Pérez Cuapio   | Fortunato Baliani             |         |
| 2001 | Paolo Lanfranchi              | Paolo Bettini                | Chris Wherry                  |         |
| 2002 | Hernán Darío Muñoz Giraldo    | Robert Hunter                | David George                  |         |
| 2003 | Tom Danielson                 | Hernán Darío Muñoz Giraldo   | Freddy González Martínez      |         |
| 2004 | Freddy González Martínez      | Ryan Cox                     | Dave Bruylandts               |         |
| 2005 | Ryan Cox                      | José Humberto Rujano Guillén | Tiaan Kannemeyer              |         |
| 2006 | David George                  | Francesco Bellotti           | Gabriele Missaglia            |         |
| 2007 | Anthony Charteau              | José Rodolfo Serpa Pérez     | Walter Pedraza Morales        |         |
| 2008 | Ruslan Ivanov                 | Matthieu Sprick              | Gustavo César Veloso          |         |
| 2009 | José Rodolfo Serpa Pérez      | Jai Crawford                 | Jackson Jesús Rodríguez Ortíz |         |
| 2010 | José Humberto Rujano Guillén  | Gong Hyo-suk                 | Hossein Askari                |         |
| 2011 | Jonathan Monsalve             | Libardo Niño                 | Emanuele Sella                |         |
| 2012 | José Rodolfo Serpa Pérez      | José Humberto Rujano Guillén | Víctor Niño Corredor          |         |
| 2013 | Julián David Arredondo Moreno | Pieter Weening               | Sergio Pardilla Bellón        |         |
| 2014 | Mirsamad Pourseyedigolakhour  | Merhawi Kudus                | Isaac Bolívar                 |         |
| 2015 | Youcef Reguigui               | Valerio Agnoli               | Sebastián Henao Gómez         |         |
| 2016 | Reinardt Janse van Rensburg   | Daniel Jaramillo Diez        | Miguel Ángel López Moreno     |         |
| 2017 | Ryan Gibbons                  | Cameron Bayly                | Alberto Cecchin               |         |
| 2018 | Artiom Ovetxkin               | Łukasz Owsian                | Benjamin Dyball               |         |
| 2019 | Benjamin Dyball               | Keegan Swirbul               | Vadim Pronskiy                |         |
| 2020 | Danilo Celano                 | Yevgeniy Fedorov             | Artiom Ovetxkin               |         |
| 2021 | suspesa                       | suspesa                      | suspesa                       | suspesa |
| 2022 | Iván Ramiro Sosa Cuervo       | Hugh Carthy                  | Torstein Træen                |         |
| 2023 | Simon Carr                    | Alexander Cepeda             | Pablo Castrillo Zapater       |         |
| 2024 | Max Poole                     | Thomas Pesenti               | Unai Iribar                   |         |